# Девлохак
Девлохак (тадж. Девлохак) — село (тадж. деҳа) в Нурабадском районе Республики Таджикистан. Административно относится к сельской общине Мехробод.
Расстояние от села до центра района (пгт Дарбанд) — 25 км, до центра общины (село Мехробод) — 8 км.
Население — 170 человек (2017 г.), таджики.